# Jessy Schram
Jessica Schram (Skokie, Illinois; 15 de enero de 1986), más conocida como Jessy Schram, es una actriz, modelo y cantante estadounidense. Es principalmente conocida por sus participaciones en series como Veronica Mars, Life, Falling Skies y Once Upon A Time.

## Biografía
Schram nació en Skokie, Illinois. Se crio en Buffalo Grove, Illinois y se graduó de la escuela secundaria de Buffalo Grove en 2004. Schram rápidamente desarrolló una pasión por la actuación y a los 10 años, firmó un contrato con una agencia de talento en Chicago, tanto para canto como modelaje y actuación. Comenzó a actuar en teatro musical a los 12 años. A la edad de 14 años, compitió en varios concursos de canto a través de todo Chicago. Schram se mudó a Los Ángeles, California después de graduarse para seguir una carrera en actuar.

## Carrera

### Modelaje
Jessy ha aparecido en dos comerciales para Retin-A Micro, el primero de ellos debutó en agosto de 2002. También ha aparecido en los anuncios de Kentucky Fried Chicken. Ella también participó en un video musical para la canción de J.R. Richards, "A Beautiful End". También ha apareció en la revista Maxim junto con sus compañeras de American Pie Presents: The Naked Mile.

### Música
Además de la actuación, Jessy descubrió su gusto por el canto, así como para componer sus propias canciones. Su música es considerada como una mezcla entre pop y R&B.

### Actuación
Schram hizo su debut en la actuación con un personaje en Drake & Josh. De ahí, le siguió el interpretar la versión joven de la personaje protagónico de la serie Medium.
En 2004, interpretó a Hannah en Veronica Mars durante cuatro episodios, personaje que se convierte en novia de Logan Echolls (Jason Dohring).
Apareció en el filme Keith junto a Jesse McCartney en 2006, y en 2010 lo hizo en Unstoppable junto a Chris Pine y Denzel Washington.
En 2010 fue elegida para interpretar a Karen Nadler en la serie revelación de 2011 de la cadena TNT, Falling Skies, donde interpreta al interés amoroso de Hal Mason (Drew Roy).
En 2011, fue elegida para personificar a Cenicienta/Ashley Boyd en Once Upon A Time.
Para 2012, Schram interpreta a Christine Kendal en la serie de la ABC, Last Resort junto a Andre Braugher, Scott Speedman y Daisy Betts.

## Vida personal
El 18 de junio de 2023, Schram se casó con su novio de toda la vida, Sterling Taylor, en su ciudad natal de Chicago.

## Filmografía
| Año  | Título                            | Papel          | Notas         |
| ---- | --------------------------------- | -------------- | ------------- |
| 2006 | I Want Someone to Eat Cheese With | Fake Daughter  |               |
| 2006 | American Pie Present: Naked Mile  | Tracy Sterling |               |
| 2008 | Keith                             | Courtney       |               |
| 2010 | Unstoppable                       | Darcy          |               |
| 2014 | The Beautiful Ones                | Angela Morot   | Posproducción |
| 2015 | Harvest Moon                      | Jen            |               |

| Año       | Título                                       | Papel                         | Notas                                                                  |
| --------- | -------------------------------------------- | ----------------------------- | ---------------------------------------------------------------------- |
| 2004      | Drake & Josh                                 | Larissa                       | Episodio: "Number One Fan"                                             |
| 2005      | Medium                                       | Allison (joven)               | Episodio: "Sweet Dreams"                                               |
| 2005      | Jane Doe: Vanishing Act                      | Susan Davis                   | película para TV                                                       |
| 2005      | Jane Doe: Now You See It, Now You Don't      | Susan Davis                   | película para TV                                                       |
| 2005      | Jane Doe: Til Death Do Us Part               | Susan Davis                   | película para TV                                                       |
| 2005      | Jane Doe: The Wrong Face                     | Susan Davis                   | película para TV                                                       |
| 2006      | Jane Doe: Yes, I Remember It Well            | Susan Davis                   | película para TV                                                       |
| 2006      | Jane Doe: The Harder They Fall               | Susan Davis                   | película para TV                                                       |
| 2006      | Veronica Mars                                | Hannah Griffith               | 4 episodios                                                            |
| 2006      | Split Decision                               | Lennie Priestley              | película para TV                                                       |
| 2006      | Boston Legal                                 | Claire Wilson                 | Episodio: "The Nutcrackers"                                            |
| 2006      | American Pie Presents: The Naked Mile        | Tracy Sterling                | Video                                                                  |
| 2007-2009 | Life                                         | Rachel Seybolt                | 8 episodios                                                            |
| 2007      | House                                        | Leah                          | Episodio: "Needle in a Haystack"                                       |
| 2007      | Ghost Whisperer                              | Rana Thomas                   | Episodio: "Mean Ghost"                                                 |
| 2007      | Medium                                       | Allison (joven)               | Episodio: "The Boy Next Door"                                          |
| 2007      | Without a Trace                              | Ella Neese                    | Episodio: "Two of Us"                                                  |
| 2007      | CSI: Miami                                   | Candace Walker                | Episodio: "Cyber-Levity"                                               |
| 2007      | Jane Doe: Ties That Bind                     | Susan Davis                   | película para TV                                                       |
| 2007      | Jane Doe: How to Fire Your Boss              | Susan Davis                   | Video                                                                  |
| 2008      | Jane Doe: Eye of the Beholder                | Susan Davis                   | película para TV                                                       |
| 2009      | Limelight                                    | Georgia Peech                 | película para TV                                                       |
| 2009      | Saving Grace                                 | Sayre Hanadarko               | Episodio: "Do You Believe in Second Chances?"                          |
| 2009      | Hawthorne                                    | Crystal Raymond               | Episodio: "Night Moves"                                                |
| 2009      | Crash                                        | Kim                           | 3 episodios                                                            |
| 2010      | Betwixt                                      | Morgan Brower                 | película para TV junto a Josh Bowman y David Gallagher                 |
| 2010      | Night and Day                                | Sarah Hollister               | película para TV                                                       |
| 2010      | The Mentalist                                | Rachel Bowman / Sherry Winger | Episodio: "Ball of Fire"                                               |
| 2011      | Traffic Light                                | Erica                         | Episodio: "Bonebag"                                                    |
| 2011-2018 | Once Upon a Time                             | Ashley Boyd / Cenicienta      | Personaje recurrente (temporadas 1, 4, 6, 7)                           |
| 2011-2013 | Falling Skies                                | Karen Nadler                  | Elenco Principal (temporada 1) Estrella Invitada (temporadas 2, 3 y 4) |
| 2012      | A Smile As Big As the Moon                   | Robynn                        | película para TV                                                       |
| 2012-2013 | Last Resort                                  | Christine Kendal              | serie de televisión Elenco principal                                   |
| 2013      | Once Upon a Time in Wonderland               | Ashley Boyd / Cenicienta      | 1 episodio                                                             |
| 2015      | The Lizzie Borden Chronicles                 |                               | recurrente                                                             |
| 2015      | Harvest Moon                                 | Jenny                         | Película Hallmark                                                      |
| 2015      | Mad Men                                      | Bonnie                        | Película Hallmark                                                      |
| 2020      | Amazing Winter Romance El laberinto del amor | Julia                         | película para TV                                                       |
| 2020      | Chicago Med                                  | Dra. Hannah Asher             | (temporada 7–presente; recurrente temporadas 5–6)                      |
| 2021      | Country at Heart                             | Shayna Judson                 | Película Hallmark                                                      |